# Ngora (district)
Le district de Ngora est un district d'Ouganda. Sa capitale est Ngora.

## Histoire
Ce district a été créé en 2010 par séparation de celui de Kumi.

## Santé
Le district possède un hôpital de 180 lits fondé en 1922 par l'Église d'Ouganda (en) (anglicane), l'hôpital de Ngora (en). Cet établissement accueille des patients du district et des districts voisins (Amuria, Bukedea, Katakwi, Pallisa et Soroti),.